# Exoprosopa castilla
Exoprosopa castilla är en tvåvingeart som beskrevs av Joseph Hannum Painter 1930. Exoprosopa castilla ingår i släktet Exoprosopa och familjen svävflugor.
Artens utbredningsområde är Honduras. Inga underarter finns listade i Catalogue of Life.